# دي جي مهدي
دي جي مهدي (بالفرنسية: DJ Mehdi)‏ هو منتج أسطوانات ودي جيه وملحن فرنسي، ولد في 20 يناير 1977 في أنيار سور سين في فرنسا، وتوفي في 13 سبتمبر 2011 في باريس في فرنسا.

## وصلات خارجية
- دي جي مهدي على موقع IMDb (الإنجليزية)
- دي جي مهدي على موقع ميوزك برينز (الإنجليزية)
- دي جي مهدي على موقع أول ميوزيك (الإنجليزية)
- دي جي مهدي على موقع ديسكوغز (الإنجليزية)
- دي جي مهدي على موقع ديسكوغز (الإنجليزية)
- دي جي مهدي على موقع قاعدة بيانات الفيلم (الإنجليزية)